# Katie Naughton
Kathleen Naughton (Elk Grove Village, Illinois, Estados Unidos; 15 de febrero de 1994) es una futbolista estadounidense que juega de defensora para el Houston Dash de la National Women's Soccer League de Estados Unidos. Jugó al fútbol universitario en la Universidad de Notre Dame de Indiana, Estados Unidos.

## Estadísticas

### Clubes
| Club              | País           | Año             |
| ----------------- | -------------- | --------------- |
| Chicago Red Stars | Estados Unidos | 2016 - 2019     |
| Adelaide United   | Australia      | 2016 - 2018     |
| Perth Glory       | Australia      | 2018 - 2020     |
| Houston Dash      | Estados Unidos | 2020 - presente |